# Berta Ferreras i Sanz
Berta Ferreras i Sanz, més coneguda com a Berta Ferreras, (Mataró, 9 de setembre de 1997) és una nedadora sincronitzada catalana. Va obtenir els seus primers èxits als Jocs Europeus de 2015.

## Trajectòria
Ferreras va començar a tenir reconeixement a l'equip estatal de natació sincronitzada després dels Jocs Europeus de 2015 en què va aconseguir tres medalla de plata al solo, en equip i en combinació.
En el solo va aconseguir 162.9758 punts, lluny de la russa i superant per poc a la seva rival austríaca. En modalitat d'equip va aconseguir 162.0406 punts al costat d'altres companyes, quedant-se lluny de les russes de nou. En combinació, l'equip espanyol va aconseguir 87.7333 punts per darrere de Rússia de nou.
Després d'aquest torneig internacional va disputar el Campionat d'Europa de natació de 2016 de Londres, en el qual va aconseguir dues medalles de bronze en el duet mixt tècnic i lliure al costat de Pau Ribes. En el duet tècnic van assolir la medalla de bronze després d'aconseguir 82.0645 punts a poc més de 4 de la medalla de plata que va aconseguir Itàlia. En el duet lliure van signar una altra medalla de bronze quedant-se aquesta vegada a menys d'1 punt de la plata, aconseguida de nou per un duet italià.
Al Campionat del Món de natació de 2017 de Budapest va competir de nou al costat de Pau Ribes i va aconseguir la cinquena plaça en el duet mixt tècnic amb 84.3336 punts a la final, i de nou la cinquena plaça en el duet lliure amb 85.7333.
Al Campionat d'Europa de Natació de 2018, que es va celebrar a Glasgow, va revalidar la medalla de bronze en el duet mixt tècnic juntament amb Pau Ribes, després que aconseguissin més de 82 punts. I en el duet lliure també van revalidar el bronze. També va aconseguir la medalla de bronze en la modalitat lliure per equips.
Al Campionat del Món de natació de 2019 va obtenir la seva primera medalla en un mundial, després d'aconseguir el bronze per equips en la modalitat de rutina especial.